# Ciénega del Pastor
Ciénega del Pastor är en ort i Mexiko.   Den ligger i kommunen Atotonilco el Alto och delstaten Jalisco, i den centrala delen av landet, 400 km väster om huvudstaden Mexico City. Ciénega del Pastor ligger 1 559 meter över havet och antalet invånare är 242.
Terrängen runt Ciénega del Pastor är kuperad åt nordost, men åt sydväst är den platt. Runt Ciénega del Pastor är det ganska tätbefolkat, med 248 invånare per kvadratkilometer. Närmaste större samhälle är Atotonilco el Alto, 15,7 km öster om Ciénega del Pastor. Trakten runt Ciénega del Pastor består till största delen av jordbruksmark.